# Epiplema stigmatalis
Epiplema stigmatalis är en fjärilsart som beskrevs av W. Warren 1903. Epiplema stigmatalis ingår i släktet Epiplema och familjen Uraniidae. Inga underarter finns listade i Catalogue of Life.